# Coenobothrus karawanus
Coenobothrus karawanus är en mångfotingart som beskrevs av Carl Graf Attems 1938. Coenobothrus karawanus ingår i släktet Coenobothrus och familjen Odontopygidae. Inga underarter finns listade i Catalogue of Life.